# 拉萨尔沃塔-贝尔蒙泰
拉萨尔沃塔-贝尔蒙泰（法語：La Salvetat-Belmontet，法語發音：[la salvəta bɛlmɔ̃tɛ]）是法国奧克西塔尼大區塔恩-加龙省的一个市镇，属于蒙托邦区。该市镇于1806年由原市镇拉萨尔沃塔（La Salvetat）、圣卡普赖（Saint-Caprais）和贝尔蒙泰（Belmontet）合并而成。

## 地理
拉萨尔沃塔-贝尔蒙泰（43°57'50"N, 1°31'58"E）面积18.63 平方千米，位于法国奧克西塔尼大區塔恩-加龙省，该省份为法国西南部内陆省份，北起顺时针与洛特省、阿韦龙省、塔恩省、上加龙省、热尔省和洛特-加龙省接壤。
与拉萨尔沃塔-贝尔蒙泰接壤的市镇（或旧市镇、城区）包括：蒙迪罗斯、热内布里耶尔、凯尔西地区蒙克拉尔、圣诺法里、韦尔拉克泰斯库。
拉萨尔沃塔-贝尔蒙泰的时区为UTC+01:00、UTC+02:00（夏令时）。

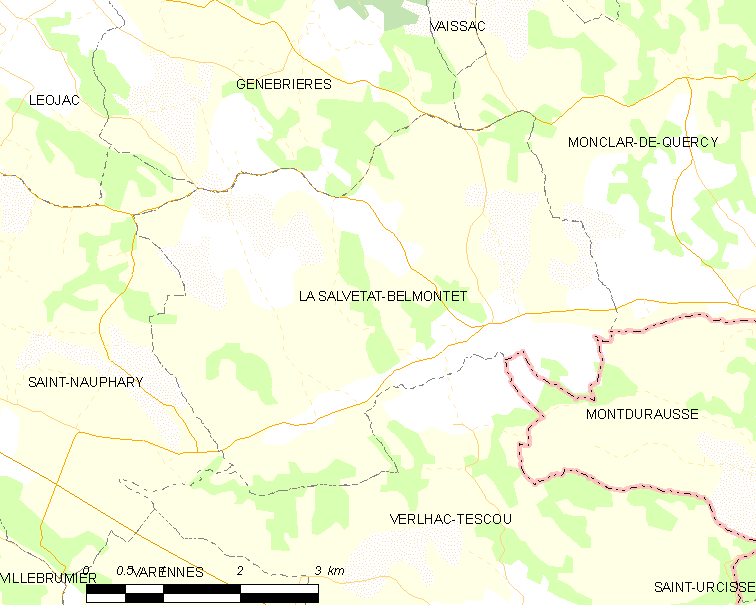
拉萨尔沃塔-贝尔蒙泰的OSM定位图

## 行政
拉萨尔沃塔-贝尔蒙泰的邮政编码为82230，INSEE市镇编码为82176。

## 政治
拉萨尔沃塔-贝尔蒙泰所属的省级选区为塔恩-泰斯库-绿色凯尔西县。

## 人口

1962-2008年间拉萨尔沃塔-贝尔蒙泰人口变化图示

拉萨尔沃塔-贝尔蒙泰于2022年1月1日时的人口数量为967人。